# Kristina Cook
Kristina Cook (Rustington, 31 agosto 1970) è una cavallerizza britannica, vincitrice di 2 medaglie di bronzo alle Olimpiadi di Pechino 2008, nel completo individuale e a squadre.

## Partecipazioni olimpiche
1. Pechino 2008

## Palmarès
- Giochi olimpici

Pechino 2008: bronzo nel completo individuale e a squadre.
Londra 2012: argento
- Mondiali

1994 - L'Aia: oro nel completo a squadre.
- Europei

1995 - Pratoni del Vivaro: oro nel completo a squadre.
2009 - Fontainebleau: oro nel completo individuale e a squadre.